# VLM Airlines
VLM Airlines (kurz für Vlaamse Luchttransportmaatschappij, dt. „Flämische Lufttransportgesellschaft“) war eine belgische Regionalfluggesellschaft mit Sitz in Antwerpen und Basis auf dem Flughafen Antwerpen.

## Geschichte

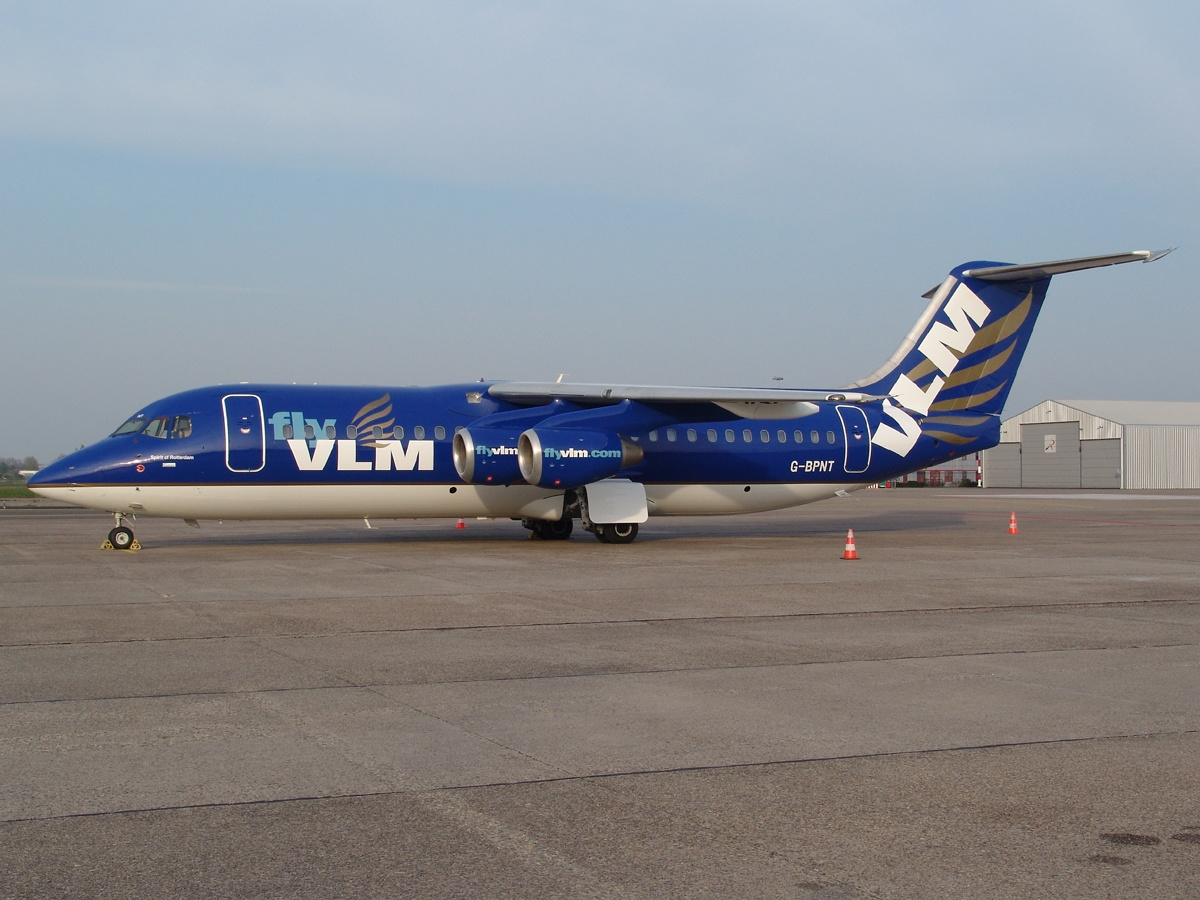
Vormals eingesetzte BAe 146-300

VLM Airlines wurde im Jahr 1992 gegründet und nahm im Mai 1993 den Betrieb mit Flügen zwischen dem Flughafen Antwerpen und dem Flughafen London City auf. Im Jahr 2005 meldete die Fluggesellschaft das achte Betriebsjahr mit positiver Bilanz in Folge. Im selben Jahr wurde die Basis in Antwerpen zugunsten einer neuen am Flughafen London City aufgegeben. Im Jahr 2007 mietete VLM auch eine BAe 146-300 von der britischen Flightline.
Im Dezember 2007 wurde VLM von Air France-KLM übernommen. Ende Mai 2009 wurde bekannt, dass sich die Gesellschaft dem Corporate Design der Konzernschwester CityJet angleichen würde. Sie sollte künftig auch unter diesem Namen fliegen, was dann auch der Fall war. Auch die eigenständige Website der VLM wurde aufgelöst.
Im März 2013 wurde bekannt, dass die Muttergesellschaft Air France-KLM CityJet verkaufen wolle und sich dazu in fortgeschrittenen Gesprächen mit mehreren Interessenten befand. Im Oktober 2013 wurde das Franchise-Abkommen mit Air France gelöst und durch Codeshare-Abkommen ersetzt.
Im Dezember 2013 wurde der Verkauf von CityJet und VLM Airlines an die deutsche Intro Aviation von Hans Rudolf Wöhrl bestätigt. Nach Abschluss des Verkaufs im Mai 2014 wurde bekannt, dass VLM wieder von der zwischenzeitlichen Muttergesellschaft CityJet getrennt werden und zukünftig als ACMI-Anbieter mit CityJet als Hauptkunde fungieren sollte.
Im Oktober 2014 wurde jedoch der Verkauf von VLM an das eigene Management und der Kauf von bis zu 14 russischen Suchoi Superjet 100 bekannt gegeben. Die Gesellschaft bot seit Januar 2015 losgelöst von Intro Aviation auch wieder eigene Linienflüge an. Ende Februar 2016 wurde der Kauf der Superjets storniert; Grund waren Verzögerungen bei der Zulassung durch die Europäische Agentur für Flugsicherheit sowie Spannungen zwischen dem Westen und Russland rund um den Krieg in der Ukraine. Daraufhin war nicht klar, mit welchen Flugzeugen die Fokker 50 abgelöst werden sollten.
Am 13. Mai 2016 beantragte die Gesellschaft aufgrund ihrer hohen Schulden Gläubigerschutz. Dieser wurde am 25. Mai 2016 zunächst für einen Zeitraum von 6 Monaten gewährt, währenddessen sollte der Betrieb normal weiterlaufen. Dieser Gläubigerschutz wurde vom Aufsichtsrat am 22. Juni wieder zurückgezogen und stattdessen die Insolvenz beantragt, da die finanziellen Mittel für die Aufrechterhaltung des Betriebs nicht mehr ausreichten.
Nach dem Bankrott der Gesellschaft wurde sie Ende 2016 von der SHS Antwerp Aviation gekauft. Der Flugbetrieb wurde Anfang 2017 wieder aufgenommen. Diese Holding, an der europäische und chinesische Investoren beteiligt sind, betreibt seit Anfang 2017 auch den Flughafen Maribor in Slowenien und war Eigentümerin der in Ljubljana ansässigen VLM Airlines Slowenia, deren Flugbetrieb von der belgischen VLM Airlines durchgeführt wurde.
Am 31. August 2018 wurde auf einer außerordentlichen Versammlung beschlossen, die Gesellschaft in die Liquidation zu überführen. Der Flugbetrieb wurde zum 3. September 2018 komplett eingestellt.

## Flugziele
Mit Stand April 2018 wurden Linienflüge von Antwerpen nach Aberdeen, Birmingham, London (City), Köln/Bonn, Maribor, München, Rostock-Laage und Zürich durchgeführt, wobei die Flüge von/nach Maribor mit Zwischenstopp in München und die Flüge von/nach Rostock mit Zwischenstopp in Köln/Bonn erfolgen.

## Flotte
Mit Stand Oktober 2017 bestand die Flotte der VLM Airlines aus sechs Fokker 50.